# 대한민국 형법 제42조
대한민국 형법 제42조는 징역 또는 금고의 기간에 대한 형법각칙의 조문이다.

## 조문
제42조 (징역 또는 금고의 기간) 징역 또는 금고는 무기 또는 유기로 하고 유기는 1개월 이상 30년 이하로 한다. 단, 유기징역 또는 유기금고에 대하여 형을 가중하는 때에는 50년까지로 한다.